# Cmentarz wojenny z I i II wojny światowej w Wólce
Cmentarz wojenny z I i II wojny światowej w Wólce – zabytkowy cmentarz z okresu I i II wojny światowej, znajduje się w gminie Harasiuki, powiat niżańskim, usytuowany jest poza miejscowością, na brzegu lasu, przy drodze z Krzeszowa do Biłgoraju. Zarządcą cmentarza jest Urząd Gminy w Harasiukach. 
Cmentarz ma kształt zbliżony do kwadratu. Otoczony jest metalowym płotkiem, a na jego terenie znajduje się kilka mogił symbolicznych, oraz w centralnej części pomnik kamienny z tablicą z błędnym napisem: CMENTARZ POLEGŁYCH ŻOŁNIERZY w 1917 i 1944 R.. W 1917 roku na okolicznych terenach nie były prowadzone walki. 